# A641高速公路
A641高速公路是法国的一条高速公路，始于Oeyregave，终于Orthevielle，与A64高速相连。A641长度约6千米。该高速呈南北走向，南端与A64和欧洲E80公路相连，北端与33国道相连，于1994年建成通车。